# Mohamed Lekkak
Mohamed « Kiki » Lekkak (né le 2 juin 1937 à Tefeschoun (aujourd'hui Khemisti), près de Koléa en Algérie) est un footballeur international algérien, devenu par la suite entraîneur. 
Il compte quatre sélections en équipe nationale entre 1964 et 1969.

## Carrière
Cet ailier réalise sa carrière professionnelle en championnat de France dont il dispute 146 rencontres de première division (pour 44 buts), notamment au FC Rouen et à l'Olympique lyonnais, où il découvre la coupe d'Europe. Son parcours lui vaut d'être sélectionné en équipe d'Algérie  de 1964 à 1969,,,,.
Après une première expérience d'entraîneur-joueur à Angoulême, il devient entraîneur à part entière. Il dirige quelques équipes de deuxième division (l'UES Montmorillon et Angoulême CFC), puis de nombreuses équipes de niveau amateur à travers la France (le CA Mantes-la-Ville en 1993), et notamment en Normandie (CS Alençon où il découvre le métier dans les années 1970 puis où il retourne en 2000, US Granville, Saint-Georges/Domfront, CS Carentan en 2001, AF Vire en 2005...). Il est alors connu comme Kiki.
En 2006 et 2007, il dirige pendant quelques mois deux équipes de première division en Algérie : WA Tlemcen et le Mouloudia Club Oran.
En 2010, Lekkak a fait partie du staff de l'US Avranches Mont-Saint-Michel.